# Joel de Hollanda
Joel de Holanda Cordeiro ComMM (Arcoverde, 1 de abril de 1943) é um professor, economista e político brasileiro filiado ao Democratas (DEM). Por Pernambuco, foi senador, deputado federal, secretário da Educação e do Trabalho durante os governos Marco Maciel e Joaquim Francisco, e deputado estadual.

## Biografia
Filho de Cícero Franklin Cordeiro e Noemia de Holanda Cordeiro. Formado em economia à Universidade Federal de Pernambuco com mestrado pela mesma instituição, possui especialização em Orçamento e Projetos Agrícolas junto ao Departamento Nacional de Obras Contra as Secas, órgão para o qual trabalhou, além de ter sido estagiário na Superintendência de Desenvolvimento do Nordeste e no Ministério dos Transportes. Professor da Fundação de Ensino Superior de Pernambuco e da UFPE foi Secretário de Educação no governo Marco Maciel, eleito deputado estadual pelo PDS em 1982 e durante o governo Miguel Arraes presidiu o diretório estadual do PFL e foi Secretário do Trabalho no governo Joaquim Francisco. Eleito primeiro suplente do senador Marco Maciel em 1990, foi efetivado após a eleição do titular como vice-presidente da República na chapa de Fernando Henrique Cardoso em 1994. Foi eleito suplente de deputado federal em 1998 e 2002 sendo efetivado em ambas as oportunidades.
Em 1998, como senador, foi admitido pelo presidente Fernando Henrique Cardoso à Ordem do Mérito Militar no grau de Comendador especial.